# Дикарка (фильм, 2001)
«Дикарка» — российский кинофильм 2001 года по одноимённой пьесе А. Н. Островского.

## Сюжет
После долгих странствий по заграницам в родное имение Миловида возвращается стареющий помещик Александр Львович Ашметьев. Вскоре он сообщает своей нелюбимой супруге Марье Петровне, что намерен вновь уехать в Париж, прочь от скучной жизни в деревне. В отчаянии Марья Петровна придумывает хитрый план: она знакомит Александра Львовича с Варей Зубаревой, юной красавицей, живущей в соседнем имении, надеясь, что этот «магнит» хоть ненадолго удержит дома ветреного мужа, но шутливая интрига принимает серьёзный оборот, когда становится ясно, что элегантный Ашметьев не только вскружил голову смелой и независимой Вареньке, но и сам всерьёз увлёкся ею. И только теперь Александр Львович начинает задумываться, какими последствиями для его размеренной жизни может обернуться роман с «барышней-дикаркой».

## В ролях
| Актёр             | Роль                                                        |
| ----------------- | ----------------------------------------------------------- |
| Валерий Дегтярь   | Дмитрий Андреевич Мальков                                   |
| Римма Маркова     | Анна Степановна Ашметьева (богатая помещица)                |
| Евгений Меркурьев | Сысой (старый слуга Ашметьевых)                             |
| Дарья Мороз       | Варя                                                        |
| Сергей Никоненко  | Кирилл Максимович Зубарев                                   |
| Сергей Паршин     | Михаил Тарасыч Боев (сосед Ашметьевых и Зубарева, холостяк) |
| Ирина Розанова    | Марья Петровна (жена Александра Ашметьева)                  |
| Нина Усатова      | Мавра Денисовна (нянька Вари)                               |
| Сергей Шакуров    | Александр Львович Ашметьев                                  |
| Игорь Волков      | Виктор Васильевич Вершинский                                |

## Съёмочная группа
- Автор сценария: Игорь Агеев
- Режиссёр: Юрий Павлов
- Оператор: Игорь Клебанов
- Звукорежиссёр — Алиакпер Гасан-заде
- Художник: Вера Зелинская

## Призы
- Приз за лучшую женскую роль Дарье Мороз на кинофестивале во Владикавказе (2001)[1]
- Премия «Ника» за лучшую музыку к фильму Исааку Шварцу (2001)
- Спецприз жюри Юрию Павлову на кинофестивале «Литература и кино» в Гатчине (2002)
- Приз за лучшую женскую роль Ирине Розановой на фестивале «Литература и кино» в Гатчине (2002)